# De erfenis van Sorgeloos
De erfenis van Sorgeloos is het 225ste stripverhaal van Jommeke. De reeks wordt getekend door striptekenaar Jef Nys.

## Personages
In dit verhaal spelen de volgende personages mee:
- Jommeke, Flip, Filiberke, Pekkie, Kwak en Boemel.

## Verhaal
Kwak en Boemel krijgen bezoek van Jommeke en Filiberke. Ze maken er een gezellig onderonsje van. Op hetzelfde moment, in een nabije grootstad, krijgt de landloper Jakobus Sorgeloos bezoek van notaris Poenaard. Jakobus erft een koffertje van een verre neef. In het koffertje zitten een heleboel postzegels, een gouden ring en dagboek. In het dagboek vindt de landloper een kaart waarop een plaats is aangegeven waar zijn overgrootvader een buit heeft verborgen. Wat later blijkt dat de buit begraven ligt in het hol van Kwak en Boemel. Jakobus tracht Kwak en Boemel uit hun hol te verdrijven om alzo naar de buit te kunnen graven. Kwak en Boemel roepen de hulp in van Jommeke om ten strijde te trekken tegen de landloper. Deze laatste slaagt er zelfs in om Jommeke en zijn vrienden uit te schakelen, doch slechts tijdelijk. Jommeke en Filiberke kunnen ontsnappen en op hun beurt de landloper uitschakelen. Jakobus Sorgeloos biecht alles op. Kwak weet daarop te vertellen dat hij en Boemel jaren geleden een koffer vol geld hebben gevonden. Helaas was het geld niet meer in omloop en dus waardeloos.
Jakobus verlaat dan enigszins teleurgesteld Zonnedorp in een cadeau gekregen huifkar.